# Antigonovci
Antigonovci (řecky Ἀντιγονίδαιm, Antigonidai) byla makedonská královská dynastie založená Antigonem I. Monofthalmem („Jednookým“) a vládnoucí od roku 294 př. n. l. (s krátkým přerušením v letech 287 až 276 př. n. l.) Makedonii a velké části Řecka, historiky pojmenované jako Antigonovská říše. Antigonovší panovníci se titulovali makedonskými králi. Antigonovská říše bylo nezávislé helénistické království a hegemon v Řecku, bylo jedním z nástupnických států říše Alexandra Velikého. Zaniklo v roce 168 př. n. l. po třetí válce s Římany, kteří Antigonovce sesadili a o 20 let později přeměnili Makedonii na římskou provincii.

## Historie
Zakladatel dynastie Antigonos I. byl Alexandrovým generálem a jednou z nejvýraznějších postav válek diadochů. V letech následujících po Alexandrově smrti vytvořil Antigonos I. velkou říši s jádrem v Malé Asii. Jeho pokusy ovládnout celé území Alexandrovy říše ale skončily jeho porážkou a smrtí v bitvě u Ipsu v roce 301 př. n. l. Antigonův syn Démétrios I. Poliorkétés vyvázl z bitvy a dokázal se zmocnit Makedonie, avšak po několika letech byl poražen a nakonec zemřel v zajetí.
Teprve Monofthalmův vnuk Antigonos II. Gonatás se dokázal trvale prosadit v zápase o makedonský trůn a zajistil tak pro sebe a své následovníky makedonský královský titul. Za Filipa V. dosáhla Makedonie kolem roku 200 př. n. l. hegemonie nad většinou Řecka. S Antigonovci soupeřící řecké státy se však obrátily o pomoc k Římanům, kterým tak umožnily osudovým způsobem zasáhnout do dějin Makedonie. V roce 168 př. n. l. podlehl král Perseus římským legiím v bitvě u Pydny, čímž bylo panování Antigonovců v Makedonii ukončeno.
Trvalým cílem antigonovské politiky bylo vytvoření a udržení makedonské hegemonie v Řecku. Makedonci disponovali zřejmě nejlepším vojskem ze všech helénistických říši vzešlých z válek diadochů, které se přesto ukázalo nedostačujícím ke splnění jejich nadmíru ambiciózních plánů. Uzavření spojenectví Filipa V. s Hannibalem v roce 215 př. n. l. se ukázalo být osudovou chybou, neboť tím Makedonii uvrhl do konfliktu s Římany, kteří se na počátku 2. století př. n. l. vyvinuli v dominantní mocnost východního Středomoří.

Mapa druhé makedonské války

Během první římsko-makedonské války, jež trvala deset let, nedosáhla ani jedna válčící strana přesvědčivého vítězství. Ovšem po porážce Hannibala se Římané toužící po pomstě obrátili proti Makedonii. V následné druhé římsko-makedonské válce pak římské legie vedené Titem Quinctiem Flamininem v roce 197 př. n. l. rozhodně porazili makedonskou falangu v bitvě u Kynoskefal. Makedonie si sice udržela svoji nezávislost, její hegemonní postavení v Řecku však bylo nenávratně ztraceno.
Filipův syn Perseus (179–168 př. n. l.) si získal podporu v Řecku, čemuž ale Římané přihlíželi jen s nelibostí. V roce 171 př. n. l. proto rozpoutali třetí římsko-makedonskou válku, v níž Lucius Aemilius Paullus zvítězil nad Perseem v bitvě u Pydny. Výsledkem bylo sesazení Antigonovců v roce 168 př. n. l. a konečný zánik makedonského království rozděleného Římany do čtyř republik. Jistý Andriskos, vydávající se za Perseova syna, se prohlásil v roce 149 př. n. l. králem, avšak již v následujícím roce byl Římany snadno poražen, což vedlo ke zřízení římské provincie Makedonie.

## Makedonští králové z dynastie Antigonovců

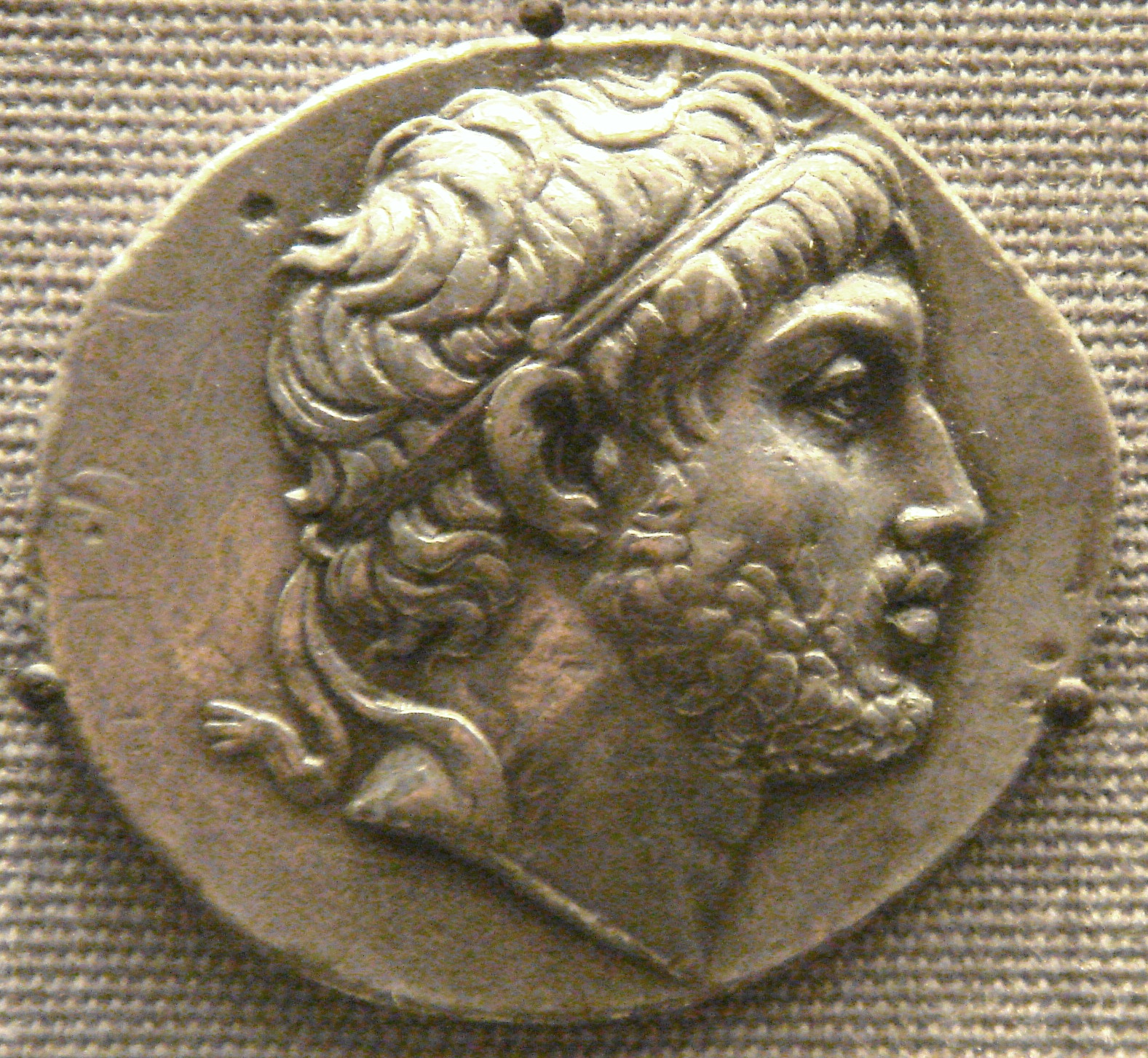
Filip V.

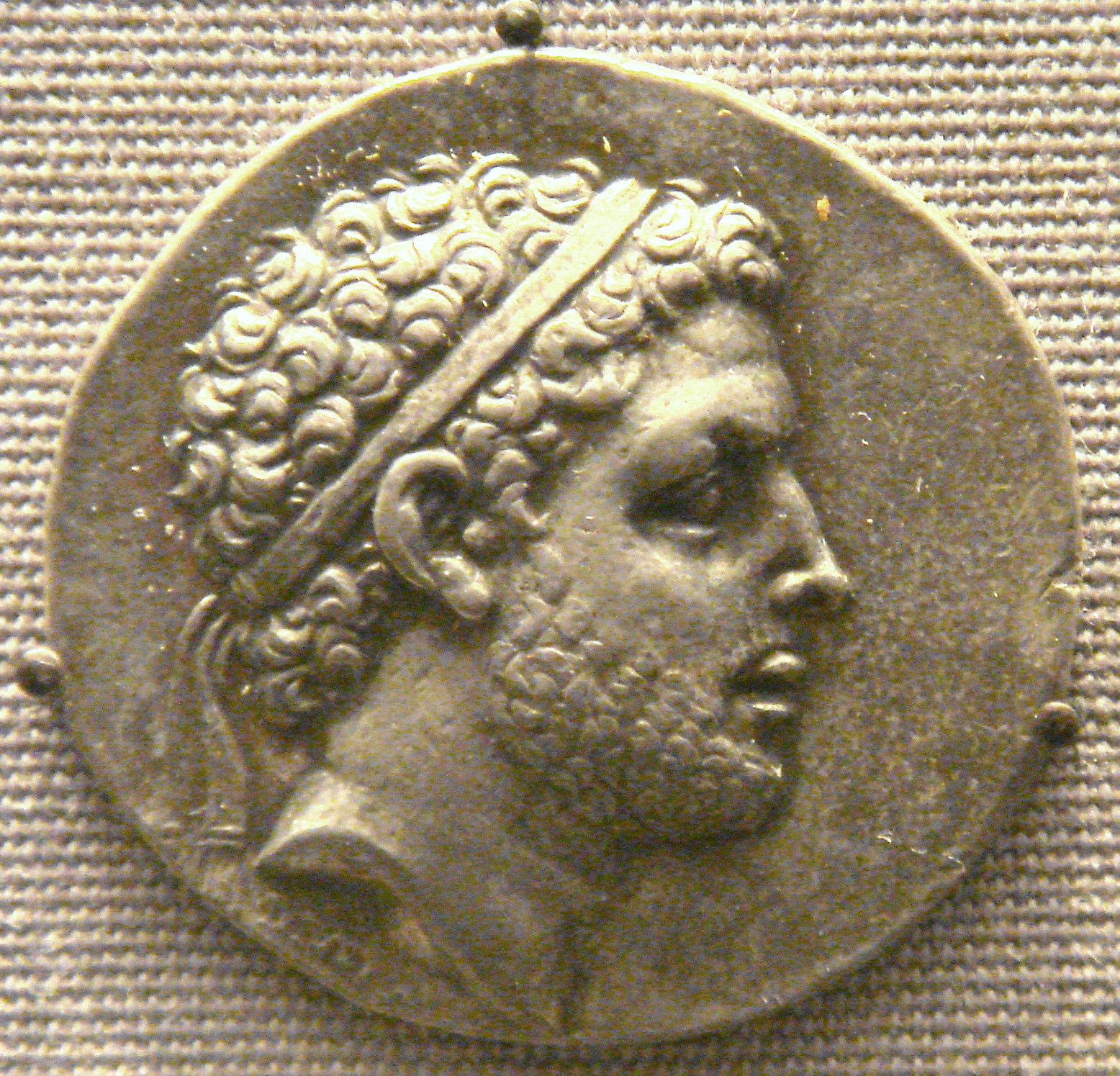
Perseus

- Antigonos I. Monofthalmos (306–301)
- Démétrios I. Poliorkétés (294–287)
- Antigonos II. Gonatás (276–239)
- Démétrios II. Aitolikos (239–229)
- Antigonos III. Dósón (229–221)
- Filip V. Filhelénos (221–179)
- Perseus (179–168)
- údajně Andriskos (149–148) zvaný Filip VI. nebo také Pseudo-Filip